# 2016 год в Азербайджане
Год мультикультурализма в Азербайджане.
В этой статье приведены события, произошедшие в 2016 году в Азербайджане.

## Январь
- 15 января — В качестве экспериментального рейса отправлен контейнерный поезд по маршруту Украина — Грузия — Азербайджан — Казахстан — Китай[3]
- 20 января — Ходжалинская резня признана Государственным советом Словении[4]
- В результате инфляции курс маната с отметки 1,05 манат за 1 доллар досиг 1,58 манат за 1 доллар[5]

## Февраль
- 11 февраля — Штат Небраска (США) признал трагедию в Ходжалы[6]
- 15 февраля — Штат Гаваи (США) признал трагедию в Ходжалы[7]
- 18 февраля — Штат Монтана (США) объявил «День памяти Ходжалы»[8][9]
- 26 февраля — Штат Джорджия (США) признал трагедию в Ходжалы[10]

## Апрель
- 1—5 апреля — Вооружённые столкновения в Нагорном Карабахе[3]
- 19 апреля —  Открытие фиолетовой линии Бакинского метрополитена. Введены в эксплуатацию станции «Автовокзал» и «Мемар Аджеми-2»[3][11]
- 25—27 апреля — VII Глобальный форум Альянса цивилизаций ООН[3]

## Май
- 10—14 мая — Азербайджан на «Евровидении-2016»
- 17 мая — В г. Салоники заложен Трансадриатичий газопровод[3]

## Июнь
- 3—4 июня — 4-й конгресс азербайджанцев мира[12][13]
- 15 июня — Начало исполнения акта об амнистии исправительными учреждениями Азербайджана[14][14]
- 17—19 июня — Гран-При Европы Формула-1 (восьмой этап)[3]

## Июль
- 7 июля — Подписан протокол об участии Азербайджана в ряде программ Европейского Союза[15]
- 16—30 июля — Международный летний музыкальный фестиваль «ЖАРА»[16]
- 18 июля
  - Прекратил вещание ANS TV[17]
  - Прекратила вещание радиостанция ANS FM[азерб.]
- 21 июля — Отозвана лицензия Dekabank[азерб.], KredoBank[азерб.], Parabank, Bank Standard, Zaminbank

## Август
- 8 августа — Саммит президентов Азербайджана, Российской Федерации и Исламской Республики Иран[18]

## Сентябрь
- 1 сентября — Во время саммита Организации исламского сотрудничества в Стамбуле сформирована контактная группа в связи с агрессией Армении в отношении Азербайджана[19]
- 21 сентября — Начато создание Мингечевирского промышленного парка[3]
- 26 сентября — Конституционный референдум по вопросу о дополнениях (6 статей), а также изменениях (23 статьи) в Конституцию Азербайджана[3]
- V Бакинский международный гуманитарный форум

## Октябрь
- 2 октября — Папа Римский Франциск посетил Баку[3]
- 28 октября — Азербайджан ратифицировал Парижское соглашение по климату[20][21]

## Ноябрь
- 16—18 ноября — V Всемирный конгресс новостных агентств и XVI Генеральная Ассамблея Организации новостных агентств стран Азии и Тихого океана (OANA)[3]

## Декабрь
- 2 декабря
  - Шеки объявлен культурной столицей тюркского мира[22]
  - Создана авиакомпания «Buta Airways»[23]

## Без точной даты
- Отозвана лицензия Кавказского банка развития, United Credit Bank, , Atrabank[азерб.], Bank of Azerbaijan[азерб.], Gandjabank, Texnika Bank[азерб.][24]

## В спорте
- 1 мая — Учреждён Бакинский марафон
- 25 мая—4 июня — 3-й Мемориал Гашимова
- 1—14 сентября — 42 Всемирная шахматная олимпиада[3]

## Умерли
- 16 февраля — Гюльрух Алибейли, писатель, литературовед[25]